# Irma Karišik
Irma Karišik (* 12. August 1989 in Sarajevo) ist eine bosnisch-herzegowinische Naturbahnrodlerin. Sie nimmt seit der Saison 2006/2007 an Wettkämpfen teil und ist eine der international erfolgreichsten Naturbahnrodlerinnen ihres Landes.

## Karriere
Irma Karišik wird wie viele Athleten kleiner nationaler Verbände vom FIL-Trainer Karl Flacher aus Österreich trainiert. In der Saison 2006/2007 nahm sie neben einem Rennen im Interkontinentalcup erstmals an vier Weltcuprennen teil. Dabei kam sie aber nur als Letzte oder Vorletzte ins Ziel, was den 17. Platz im Gesamtweltcup bedeutete. Auch bei der Junioreneuropameisterschaft 2007 in St. Sebastian kam sie als 17. nur auf den vorletzten Platz. Im nächsten Jahr konnte sie sich bei der Juniorenweltmeisterschaft 2008 in Latsch bereits auf Rang 12 verbessern, womit sie vier Rodlerinnen hinter sich ließ. Im Weltcup kam sie in den fünf Rennen, an denen sie im Winter 2007/2008 teilnahm, aber weiterhin nur als Letzte oder Vorletzte ins Ziel. Im Gesamtweltcup belegte sie den 14. Platz. Auch bei der Europameisterschaft 2008 in Olang, ihrem ersten Titelkampf in der Allgemeinen Klasse, erzielte sie nur den 15. und letzten Platz.
Zu Beginn der Saison 2008/2009 verbesserten sich Karišiks Weltcupresultate. Sie erreichte mit zwei elften Plätzen in den ersten beiden Rennen in St. Sebastian und Umhausen ihre bis heute besten Weltcupergebnisse und ließ dabei bis zu vier Rodlerinnen hinter sich. In guter Form zeigte sie sich auch bei der Junioreneuropameisterschaft 2009 in Longiarü, wo sie den sechsten Platz und damit das beste Ergebnis einer Naturbahnrodlerin aus Bosnien und Herzegowina bei internationalen Juniorenmeisterschaften erreichte. Auch ihr 13. Platz bei der Weltmeisterschaft 2009 in Moos in Passeier – insgesamt nahmen 17 Rodlerinnen an dem Wettbewerb teil – war das bisher beste Ergebnisse einer Rodlerin ihres Landes bei internationalen Meisterschaften in der Allgemeinen Klasse. Zusammen mit den Kanadiern John Gibson, Kaj Johnson und Greg Jones nahm sie bei der WM auch am Mannschaftswettbewerb teil. Das Team belegte den neunten und vorletzten Platz. Im Gesamtweltcup erreichte Irma Karišik am Ende der Saison den elften Rang, womit sie auch die bisher beste Gesamtweltcup-Platzierung einer bosnisch-herzegowinischen Naturbahnrodlerin erzielte.
Nach diesem Winter legte Karišik, die an der Universität Sarajevo studiert, eine einjährige Wettkampfpause ein. Erst im Januar 2011 nahm sie wieder an zwei Weltcuprennen in Gsies und Kindberg teil, bei denen sie einmal Vierzehnte und einmal Zwölfte wurde. Im Gesamtweltcup der Saison 2010/2011 belegte sie damit Rang 16. Bei der Weltmeisterschaft 2011 in Umhausen erzielte Karišik den 15. Platz unter 18 gewerteten Rodlerinnen. Im Mannschaftswettbewerb startete sie diesmal mit den Bulgaren Galabin Bozew und Petar Sawow, kam dabei aber nur auf den neunten und letzten Platz. In der Saison 2011/2012 nahm Karišik erneut an keinen internationalen Wettkämpfen teil.

## Erfolge

### Weltmeisterschaften
- Moos in Passeier 2009: 13. Einsitzer, 9. Mannschaft
- Umhausen 2011: 15. Einsitzer, 9. Mannschaft

### Europameisterschaften
- Olang 2008: 15. Einsitzer

### Juniorenweltmeisterschaften
- Latsch 2008: 12. Einsitzer

### Junioreneuropameisterschaften
- St. Sebastian 2007: 17. Einsitzer
- Longiarü 2009: 6. Einsitzer

### Weltcup
- 11. Rang im Einsitzer-Gesamtweltcup in der Saison 2008/2009
- 13 Top-15-Platzierungen in Weltcuprennen